# وزارة عارف عبد الرزاق
تشكلت وزارة عارف عبد الرزاق في 6 أيلول 1965 بعد تقديم طاهر يحيى استقالة وزارته في 3 أيلول 1965.

## تشكيلة الوزارة
كانت تشكيلة الوزارة كما يلي:
- رئيس الوزراء: عارف عبد الرزاق، ووزير الدفاع بالوكالة
- نائب رئيس الوزراء: عبد الرحمن البزاز، ووزير الخارجية والنفط بالوكالة
- وزير المالية: سلمان عبد الرزاق الأسود
- وزير الداخلية: عبد اللطيف الدراجي
- وزير العدل: حسين محمد السعد
- وزير التربية والتعليم: خضر عبد الغفور
- وزير العمل والشؤون الاجتماعية: جمال عمر نظمي
- وزير الصحة: عبد اللطيف البدري
- وزير الثقافة والإرشاد: محمد ناصر العثمان
- وزير المواصلات: إسماعيل مصطفى، وكذلك وزيرا للشؤون البلدية والقروية
- وزير الزراعة: أكرم الجاف
- وزير الإصلاح الزراعي: عبد الرحمن محمد خالد القيسي، وكذلك وزير الأوقاف بالوكالة
- وزير الأشغال والإسكان: جعفر علاوي
- وزير الاقتصاد: شكري صالح زكي
- وزير الصناعة: مصطفى عبد الله طه، وكذلك وزير التخطيط بالوكالة
- وزير الوحدة: عبد الرزاق محيي الدين
- وزير الدولة: سلمان الصفواني

علما أنه عند تشكيل الحكومة كان هنالك 4 أعضاء خارج العراق، فأسندت مناصبهم بالوكالة طيلة وجودهم خارج العراق، وهم:
- أسند منصب وزير الثقافة والإرشاد بالوكالة إلى وزير الإصلاح الزراعي عبد الرحمن محمد خالد القيسي لكون محمد ناصر العثمان خارج العراق.
- أسند منصب وزير العمل والشؤون الاجتماعية بالوكالة إلى وزير الاقتصاد شكري صالح زكي لكون جمال عمر نظمي خارج العراق.
- أسند مصنب وزير الصحة بالوكالة إلى وزير التربية خضر عبد الغفور لكون عبد اللطيف البدري خارج العراق

في يوم 13 أيلول 1965، استغل عارف عبد الرزاق وجود الرئيس عبد السلام عارف في المغرب لحضور مؤتمر القمة العربي الثالث فقام بمحاولة انقلاب تعرضت للفشل، فغادر العراق في اليوم التالي على متن طائرة عسكرية إلى مصر.